# Hermann Borrmann
Hermann Friedrich Oskar Borrmann (* 16. Juli 1911 in Lemwerder; † 18. Mai 1998 in Cuxhaven) war ein deutscher Stadtarchivar, Heimatforscher, Autor und Lehrer.

## Biografie
Borrmann wuchs in Bremen auf. Er studierte in Hamburg und Wien Erziehungswissenschaften und Volkswirtschaft. Er war von 1934 bis 1940 als Lehrer in Bremen tätig. 1940/41 wurde er nach Lißniewo und Karthaus im Bezirk Danzig als Lehrer abgeordnet. Hier wirkte er auch in der Kreis- und Landesbildstelle und im staatlichen Bildarchiv. Von 1942 bis 1945 war er Soldat.
1945 zog Borrmann nach Cuxhaven um und war bis 1976 als Volksschullehrer an der Gorch Fock-Schule sowie als Sonderschullehrer und Sonderschulrektor an der Wichernschule tätig.

Von 1948 bis 1969 war er zudem Leiter der Stadtbildstelle und von 1972 bis 1989 Stadtarchivar von Cuxhaven. Er veröffentlichte  zahlreiche Bücher, die sich mit Cuxhaven beschäftigen.

## Veröffentlichungen
- Die Möwe. Ein heimatkundlicher Lesebogen für die Cuxhavener Jugend, 1949
- Zwei Inseln im Wattenmeer: Neuwerk und Scharhörn. Verlag Oliva, 1962
- Kurzgefasste Geschichte des Hamburgischen Amtes Ritzebüttel und der Stadt Cuxhaven, 1980
- Schloss Ritzebüttel. Hg: Stadt Cuxhaven
- Bilder zur Geschichte des hamburgischen Amtes Ritzebüttel und der Stadt Cuxhaven, Teil 1 und Teil 2. Niederelbe Verlag, 1982/83, ISBN 3-920709-07-1 und ISBN 3-920709-03-9
- Der Flecken Ritzebüttel, Teil 1 und Teil 2. Niederelbe Verlag, 1985 und 1987, ISBN 3-920709-12-8 und ISBN 3-920709-13-6
- Döse – Stadtteil im Blickfeld der Kugelbake, Teil 1 und Teil 2. Niederelbe Verlag, 1993 und 1996 ISBN 3-920709-34-9 und ISBN 3-920709-40-3
- mit Peter Bussler: Stadtteil Duhnen – Vom Dorf in den Dünen zum modernen Nordseeheilbad, Teil 1 und Teil 2. Niederelbe Verlag, 1995/96, ISBN 3-924239-30-4 und ISBN 3-924239-43-6

## Ehrungen
- Niedersächsisches Verdienstkreuz, 1980
- Hermann-Allmers-Preis, 1987
- Ehrenring der Stadt Cuxhaven, 1989